# 枯れた技術
枯れた技術（かれたぎじゅつ）は、広く使われることで信頼性が高くなった技術のこと。多くのケースや実用でテストされているため、安心して使用することができる。
「枯れる」という意味は「必要（本質的）なもの以外の むだや気負いがすべて省かれていて、かえって深い味わいを持つようになる」という一般的な国語辞典に書かれている意味である。英語では「Mature technology」（成熟した技術）と呼ばれる。
ローテクというと悪い意味で使われることが多いが、「枯れた技術」は良い意味で使われることが多く、最先端の技術を追う人々への警鐘として使われることもある。
「アメリカ航空宇宙局（NASA)はわざわざ手間暇と大金をかけてスペースペンを開発した。一方、ロシアは鉛筆を使った」というジョークがあるが、この場合は鉛筆が枯れた技術となる。

## 枯れた技術の有用性
枯れた技術には、いくつかの有用性がある。

### 検証が済んでいる
枯れた技術は、すでに多くの実用で検証されてきたため、追加検証を削減することができる。たとえば、ソフトウェアは新機能を追加するたびに新たなバグが生まれることが多く、そのために検証コストが増加する。しかし、広く実用されているオープンソースソフトウェアを活用することで、テスト工数を削減することができる。これは、オープンソースソフトウェアを使用する大きなメリットになっており、リーナスの法則として知られている。

### コストが低い
枯れた技術は、すでに製造ラインがあるため制作コストが安く済む。たとえば、大量生産は製造効率の追求によって製造原価の削減と利益の拡大が可能になる。そのため、すでに製造ラインのある部品を活用することで、コスト競争力のある商品を販売することができる。
任天堂のゲーム&ウオッチは、製造過多により急速に安価になりつつあった液晶を利用している。。

### ノウハウの蓄積
枯れた技術は、すでにノウハウが蓄積されている。